# Memoriał Alfreda Smoczyka 1999

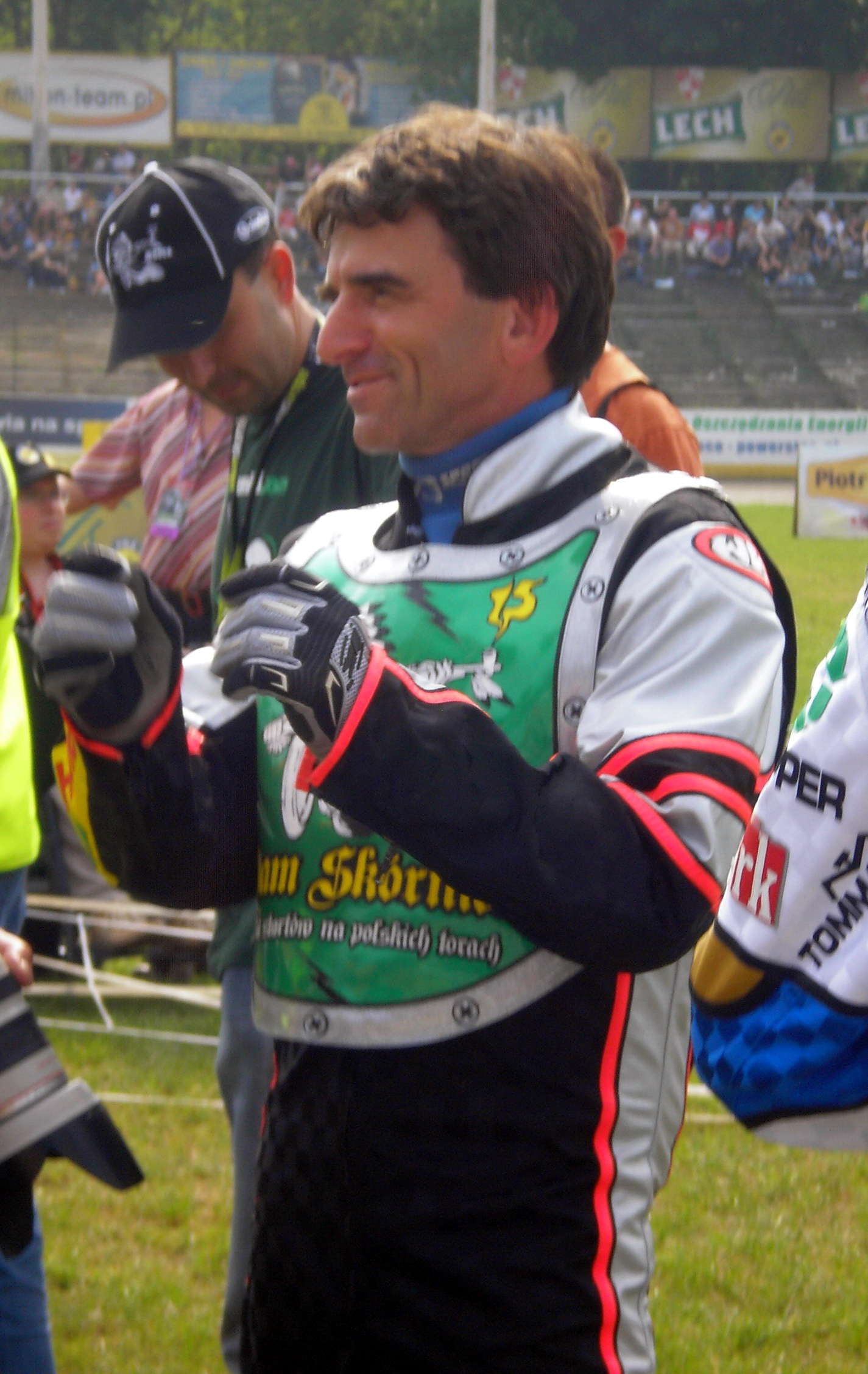
Roman Jankowski

XLIX Memoriał Alfreda Smoczyka odbył się 11 lipca 1999 r. Wygrał Roman Jankowski.

## Wyniki
- 11 lipca 1999 r. (niedziela), Stadion im. Alfreda Smoczyka (Leszno)
- Najlepszy Czas Dnia: Tomasz Gollob – w 12 wyścigu - 61,3 sek.

| Msc. | Zawodnik                 | Klub                | Pkt  |             |  |
| ---- | ------------------------ | ------------------- | ---- | ----------- |  |
| 1    | (1) Roman Jankowski      | Unia Leszno         | 14+3 | (3,2,3,3,3) |  |
| 2    | (4) Tomasz Gollob        | Polonia Bydgoszcz   | 14+d | (2,3,3,3,3) |  |
| 3    | (13) Robert Sawina       | Start Gniezno       | 12+3 | (3,3,2,3,1) |  |
| 4    | (5) Adam Skórnicki       | Unia Leszno         | 12+2 | (3,1,3,3,2) |  |
| 5    | (12) Piotr Świst         | Stal Rzeszów        | 10   | (3,1,2,1,3) |  |
| 6    | (14) Piotr Protasiewicz  | Polonia Bydgoszcz   | 10   | (2,2,3,2,1) |  |
| 7    | (6) Rafał Dobrucki       | Polonia Piła        | 9    | (1,3,1,2,2) |  |
| 8    | (7) Adam Łabędzki        | WTS Wrocław         | 6    | (2,3,1,0,0) |  |
| 9    | (16) Sebastian Ułamek    | Wybrzeże Gdańsk     | 6    | (0,0,2,2,2) |  |
| 10   | (9) Ronni Pedersen       | Unia Leszno         | 5    | (1,0,0,1,3) |  |
| 11   | (10) Patrik Dybeck       | bez klubu polskiego | 5    | (2,0,0,1,2) |  |
| 12   | (11) Krzysztof Jabłoński | Start Gniezno       | 4    | (d,2,0,2,0) |  |
| 13   | (15) Joachim Kugelmann   | bez klubu polskiego | 4    | (1,1,1,0,1) |  |
| 14   | (2) Robert Dados         | GKM Grudziądz       | 4    | (1,1,0,1,1) |  |
| 15   | (8) Jacek Gollob         | Polonia Piła        | 3    | (0,2,1,d,0) |  |
| 16   | (3) Wiesław Jaguś        | Apator Toruń        | 2    | (0,0,2,0,0) |  |
|      | rez. Mariusz Fierlej     | Unia Leszno         | ns   |             |  |
|      | rez. Maciej Jąder        | Unia Leszno         | ns   |             |  |

Bieg po biegu
1. (61,9) Jankowski, T. Gollob, Dados, Jaguś
2. (62,2) Skórnicki, Łabędzki, Dobrucki, J. Gollob
3. (62,3) Świst, Dybeck, Pedersen, Jabłoński (d/4)
4. (61,4) Sawina, Protasiewicz, Kugelmann, Ułamek
5. (62,2) Sawina, Jankowski, Skórnicki, Pedersen
6. (62,3) Dobrucki, Protasiewicz, Dados, Dybeck
7. (63,0) Łabędzki, Jabłoński, Kugelmann, Jaguś
8. (62,4) T. Gollob, J. Gollob, Świst, Ułamek
9. (62,6) Jankowski, Ułamek, Dobrucki, Jabłoński
10. (63,3) Skórnicki, Świst, Kugelmann, Dados
11. (62,4) Protasiewicz, Jaguś, J. Gollob, Pedersen
12. (61,3) T. Gollob, Sawina, Łabędzki, Dybeck
13. (63,4) Jankowski, Protasiewicz, Świst, Łabędzki
14. (63,2) Sawina, Jabłoński, Dados, J. Gollob (d/2)
15. (64,5) Skórnicki, Ułamek, Dybeck, Jaguś
16. (63,5) T. Gollob, Dobrucki, Pedersen, Kugelmann
17. (64,6) Jankowski, Dybeck, Kugelmann, J. Gollob
18. (64,7) Pedersen, Ułamek, Dados, Łabędzki
19. (64,5) Świst, Dobrucki, Sawina, Jaguś
20. (64,4) T. Gollob, Skórnicki, Protasiewicz, Jabłoński
21. Bieg dodatkowy o trzecie miejsce (66,4) Sawina, Skórnicki
22. Bieg dodatkowy o pierwsze miejsce (66,9) Jankowski, T. Gollob (d/st)